# Tratado Japón-Corea de 1910
El Tratado Japón-Corea de 1910, conocido también como Tratado de Anexión Japón-Corea, fue hecho por representantes del Imperio del Japón y el nominalmente independiente Imperio de Corea el 22 de agosto de 1910. En este tratado, Japón anexionó Corea después de la firma del Tratado Japón-Corea de 1905 por el cual Corea se convirtió en el protectorado de Japón y del Tratado Japón-Corea de 1907 por el que Corea fue privada de la administración de sus asuntos internos.
Los japoneses predijeron que los coreanos se asimilarían fácilmente al Imperio japonés.
En 1965, el Tratado de Relaciones Básicas entre Corea del Sur y Japón confirmó que este tratado era "ya nulo y sin efecto".

## Historia
El tratado fue proclamado al público (y entró en vigor) el 29 de agosto de 1910, oficialmente a partir del período de la ocupación japonesa en Corea. El tratado tenía ocho artículos, el primero es: "Su Majestad el Emperador de Corea hace la cesión completa y permanente a Su Majestad el Emperador de Japón de todos los derechos de soberanía sobre la totalidad de Corea".
Gojong más tarde llamó a este tratado "neugyak (늑약 勒約)." El término alternativo utilizado en lugar de joyak (조약 条约)" implica que el tratado fue coaccionado a los coreanos por los japoneses. "Gyeongsul Gukchi (경술국치 庚戌國恥)" y "Gukchi-il (국치일 國恥日)" son términos alternativos para el año y la fecha de la firma del tratado, respectivamente. Los términos indican la humillación del tratado que le dio a los coreanos[cita requerida].

### Papel del gobierno de los Estados Unidos
El papel del gobierno de Estados Unidos bajo la presidencia de Theodore Roosevelt en facilitar y aceptar la anexión japonesa de Corea, así como los prejuicios étnicos que sostuvo que la anexión recibir una seria consideración y documentación en El Crucero Imperial: Una Historia Secreta del Imperio y la guerra por James Bradley. En el libro, Bradley describe a continuación que la Corea del Rey Gojong había firmado el tratado Estados Unidos-Corea en 1882, que, en parte, puede leerse que tercera potencia actuó injustamente u opresiva con uno u otro país, los Estados Unidos o Corea se comprometían a ejercer su "buenos oficios, al ser informado del caso, para lograr un arreglo amistoso, mostrando así sus sentimientos de amistad". Homer B. Hulbert llegó a una conclusión similar en su libro The Passing of Korea; Hulbert había sido enviado por el emperador Sunjong como su embajador en Washington D. C. y La Haya para protestar por la anexión japonesa en 1910. De hecho, Roosevelt había dejado el cargo en marzo de 1909.
Todo el tiempo, Roosevelt había dicho "Me gustaría ver que Japón tenga Corea". Bradley sostiene que el gobierno de Corea trabajó bajo el malentendido, que los estadounidenses propiciado que el país contaba con el apoyo de los norteamericanos cuando, en realidad, su destino ya había sido sellado. Aquiescencia Americana de la anexión japonesa de Corea ya había sido asegurada a través del Acuerdo de Taft-Katsura en Tratado de Portsmouth cuando los EE. UU. acordó reconocer la anexión japonesa de Corea.

### Rol del gobierno británico
Gran Bretaña ya había aceptado la anexión, a través de su conexión a Japón a través de la Alianza Anglo-Japonesa de 1902

## Legitimidad
La legitimidad del Tratado fue disputada por el exiliado Gobierno Provisional de la República de Corea, así como el gobierno de Corea del Sur. Mientras que el tratado haya sido estampada con el sello nacional del Imperio de Corea, el emperador Emperador Sunjong de Corea se negó a firmar el tratado según lo dispuesto en la legislación coreana. El tratado fue firmado por el primer ministro Ye Wanyong del Imperio coreano y Residente General Conde Terauchi Masatake del Imperio del Japón.
Este problema causado considerables dificultades en la negociación del establecimiento de relaciones diplomáticas básicas entre los países. Corea insistió en incluir un capítulo que estipula "El tratado era nulo". Se llegó a un compromiso en el texto del artículo II del Tratado de Relaciones Básicas entre Corea del Sur y Japón:
"Se confirma que todos los tratados o acuerdos celebrados entre el Imperio del Japón y el Imperio de Corea antes del 22 de agosto de, 1910 son ya nulos y sin efecto."

## Investigación académica

### Conferencia para discutir la legalidad del tratado
En 2001, una investigación académica sobre la legalidad de la anexión de Corea por Japón desde 1910 hasta 1945, que fue titulado  Una reconsideración de la anexión japonesa de Corea de las perspectivas históricas y Derecho Internacional se celebró en la Universidad de Harvard con apoyo de la Korea Foundation. La conferencia se celebró 3 veces, es decir, en enero, abril y noviembre, y participaron académicos relacionados con la historia y el derecho internacional de Corea del Sur, Corea del Norte, Japón, de los Estados Unidos, Reino Unido, Alemania y Canadá.
James Crawford, un profesor de la Universidad de Cambridge y especialista en derecho internacional, cuestionó la afirmación de Corea. Dijo que en la comunidad internacional en el momento, el derecho internacional se aplica solo a la relación entre los países civilizados. No se aplicaba a los países no civilizados. Cuando un país civilizado coloniza a un país no civilizado, incluso la forma de un tratado no era necesaria. Más bien, lo que era importante en aquellos días era como la relación entre estos países civilizados y no civilizados fue percibido por los demás países civilizados. En ese sentido, el hecho de que la anexión de Corea por Japón fue admitido por las potencias occidentales, no puede ser ilegal incluso si existió vicio de cómo es grande o lo mucho que estaba en contra de la voluntad del soberano gobierno del país no civilizado. En resumen, en el momento de la anexión, no era raro que un país para asumir el control de otro si este último no podría sobrevivir por su cuenta, desde la perspectiva de la preservación del orden internacional y el Tratado de Anexión Japón-Corea no fue ilegal en términos de derecho internacional.
Anthony Carty, profesor de la Universidad de Derby declaró "Durante el apogeo del imperialismo, es difícil encontrar una ley internacional suficiente para determinar la legalidad / ilegalidad de un determinado tratado."
Alexis Dudden, profesor de la Universidad de Connecticut discutió sobre la ciencia de la política colonial de Inazō Nitobe. Es conocida como autora de un libro titulado "Colonización de Japón: el discurso y el poder" en el que analiza cómo los políticos japoneses estudiaron cuidadosamente y luego invocaron la ley internacional para anexar Corea legalmente.
De acuerdo con Kan Kimura, la conclusión de esta conferencia es que la pretensión de Corea "La anexión era ilegal" fue totalmente no aceptada por los eruditos occidentales han participado, entre otros, por los especializados en el derecho internacional.

## Activismo
El 28 de agosto de 2007, en relación con el Poder General autorizado por Sunjong, periódico de Corea Dong-a Ilbo informó de que los monarcas coreanos no firmaron en los documentos oficiales con sus nombres reales tradicionalmente. Sin embargo, el emperador de Corea por el Japón se vio obligado a seguir una nueva costumbre de firmar con su nombre real, que se originó en el hemisferio occidental. Se mencionó que la firma de Sunjong puede ser obligatoria.
El 23 de junio de 2010, 75 miembros del Congreso de Corea del Sur sugirió la anulación jurídica del Tratado de Anexión Japón y Corea al primer ministro Naoto Kan.
El 6 de julio de 2010, grupos cristianos progresistas coreanos y japoneses se reunieron en el capítulo de Tokio Coreano YMCA y declararon conjuntamente que el Tratado de Anexión Japón-Corea no estaba justificado.
El 28 de julio de 2010, aproximadamente 1000 personas en Corea y Japón pidieron al primer ministro japonés, que el Tratado de Anexión Japón-Corea sea anulado inicialmente y exigieron una disculpa dirigida por el portavoz japonés, Haruki Wada.